# مطار أوباي
مطار أوباي (إيكاو: FZNQ) هو مهبط طائرات في أوباي، قرية في مقاطعة شمال كيفو في جمهورية الكونغو الديمقراطية .